# Phlogophora beata
Phlogophora beata là một loài bướm đêm trong họ Noctuidae.